# 4 Korpus Armijny (LWP)
4 Korpus Armijny (4 KA) – rezerwowy związek operacyjno-taktyczny Sił Zbrojnych PRL.
Korpus miał być formowany na wypadek wojny na bazie jednostek Krakowskiego Okręgu Wojskowego. Po rozwiązaniu okręgu zadania mobilizacyjne związane z formowaniem korpusu przejął 11 Korpus Armijny.
Rozkazem Ministra ON Nr 00315/m. z 13 października 1956 r. dowództwo 4 KA oraz jednostki korpuśne skreślono z planu mobilizacyjnego.

## Skład korpusu
- dowództwo i sztab[a] – Gliwice
- 34 Dywizja Piechoty[b] – Siedlce
- 37 Dywizja Piechoty[c] – Częstochowa
- 40 Dywizja Piechoty[d] – Kraków
- 148 pułk artylerii ciężkiej[e] – Tarnowskie Góry
- 54 batalion saperów – Gliwice
- 42 batalion łączności – Bielsko